# Hopewell Cape
Hopewell Cape ist ein Dorf im Albert County in der kanadischen Provinz New Brunswick und Verwaltungssitz (Shiretown) des County. Die Einwohnerzahl von Hopewell Cape wird statistisch nicht erfasst, die Kirchengemeinde Hopewell (Hopewell Parish) hat 647 Einwohner. 2011 betrug die Einwohnerzahl 643. Die ersten Siedler der Region kamen über Pennsylvania aus Deutschland,  nannten den Ort zunächst German Town und später in nach ihrem Herkunftsort Hopewell in Pennsylvania.

## Geographie
Hopewell Cape liegt in der Nähe der Mündung des Petitcodiacrivers an der Küste der Bay of Fundy. In einer Entfernung von rund 40 Kilometern liegt Moncton im Nordwesten. Hillsborough befindet sich zehn Kilometer entfernt im Norden. Durch Hopewell Cape führt die New Brunswick Route 114. Der Ort ist berühmt für die Hopewell Rocks, zerklüftete Gesteinsformationen, die durch gezeitenbedingte Erosion und starken Tidehub entstanden sind und die ein touristischer Anziehungspunkt für die Region sind.

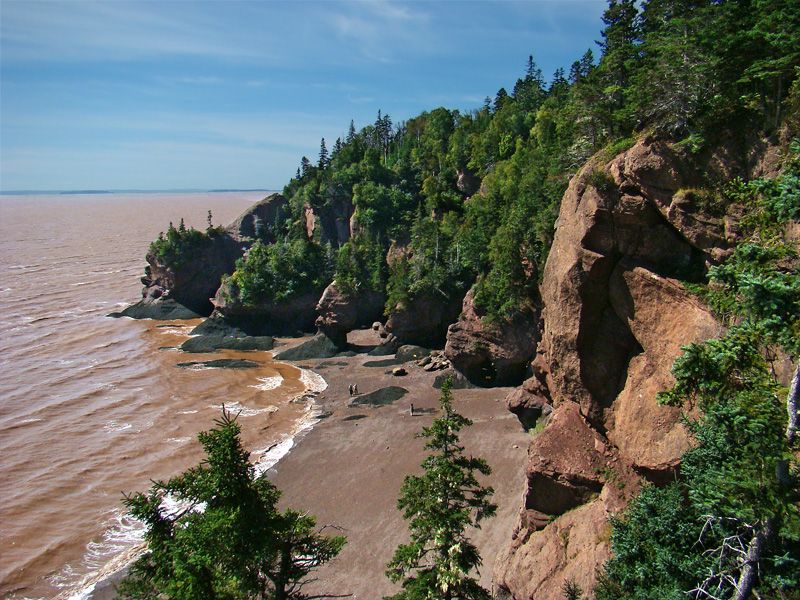
Hopewell Rocks bei Niedrigwasser
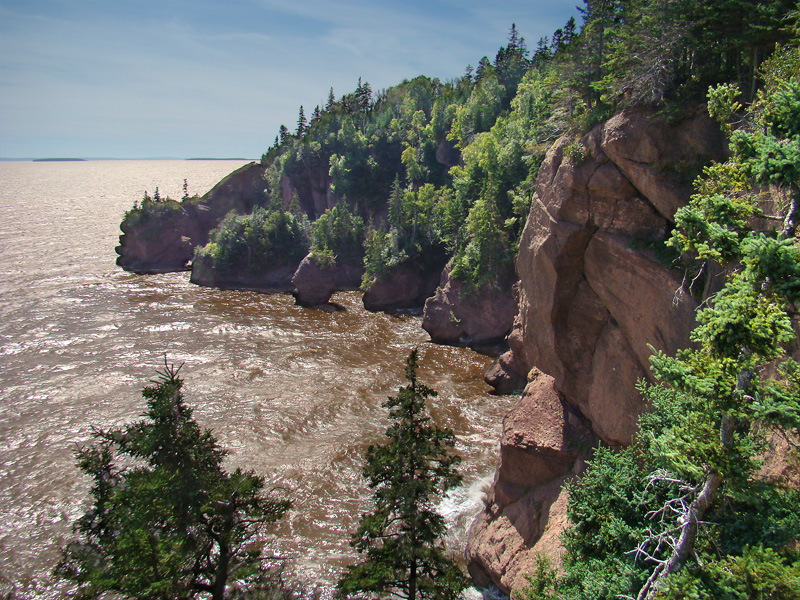
Hopewell Rocks bei Hochwasser
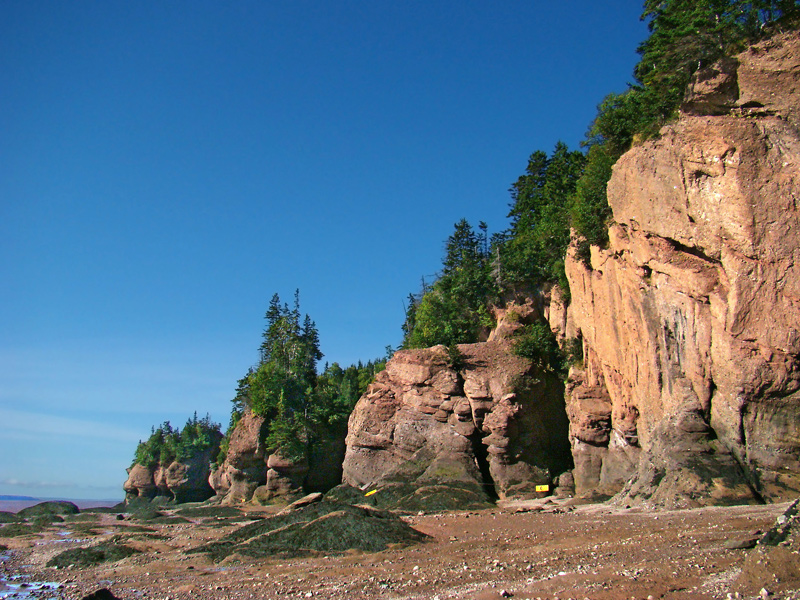
Hopewell Rocks bei Niedrigwasser
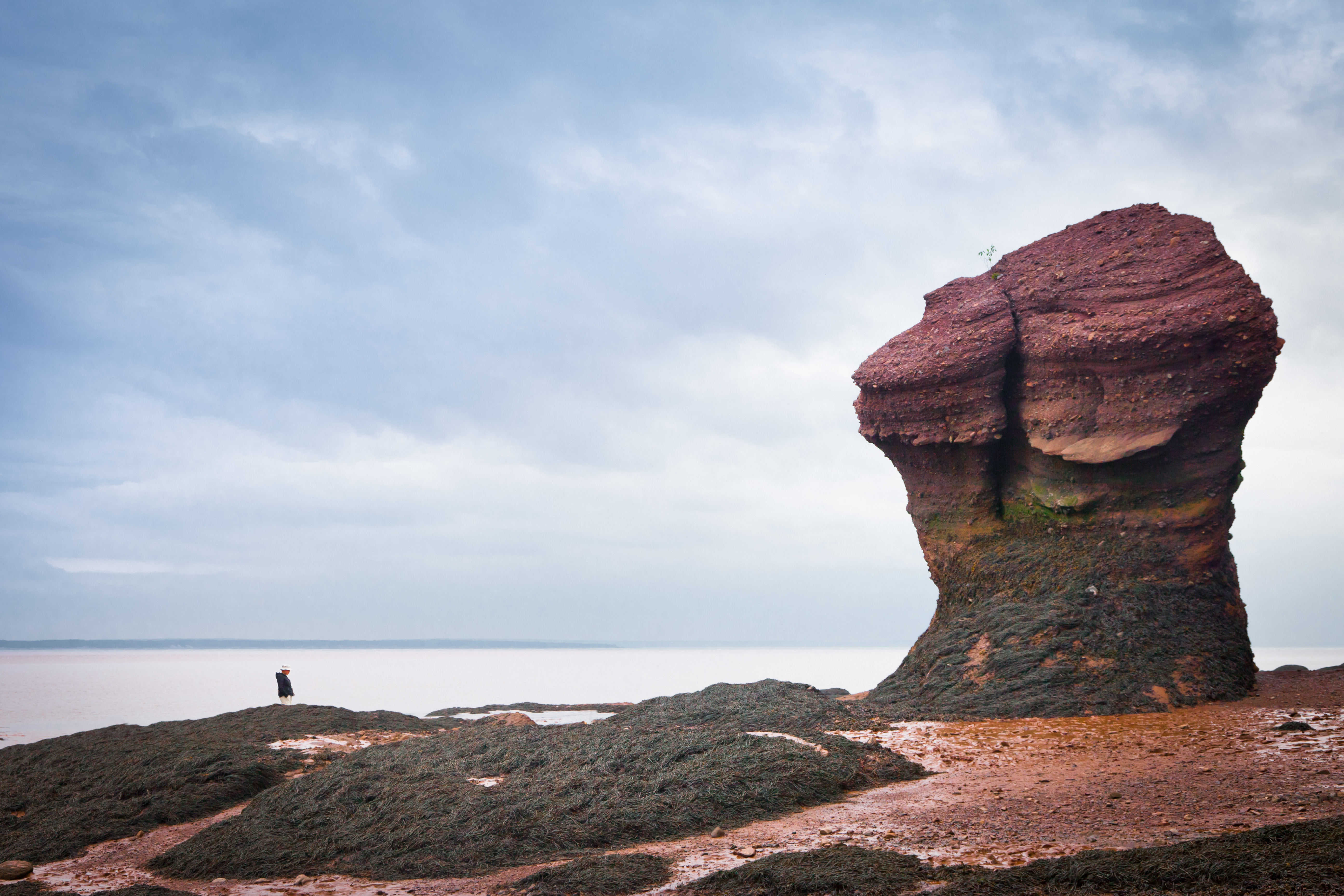
Hopewell Rocks bei Niedrigwasser

In Hopewell Cape befindet sich das Albert County Museum, das einen Überblick über die Geschichte des Albert County gibt und dem das R. B. Bennett Commemorial Centre angegliedert ist, welches zu Ehren des aus der Region stammenden ehemaligen Premierminister Kanadas Richard Bedford Bennett benannt wurde.